# Северные короткотравные луга

Се́верные короткотра́вные луга́ (англ. Northern short grasslands) — один из 867 экологических регионов мира, выделяемых Всемирным фондом дикой природы. К нему частично относятся канадские провинции Альберта и Саскачеван и американские штаты Великих равнин: Монтана, Северная Дакота, Южная Дакота, Вайоминг и Небраска. Границы экорегиона: Луга долин и предгорий Монтаны, Северные травосмесные луга, Западные короткотравные луга, Травосмесные луга песчаных дюн Небраски, Кустарниковая степь бассейна Вайоминга, Южные леса центральных Скалистых гор и Леса колорадских Скалистых гор.

## Климат
В северных короткотравных лугах полуаридный климат со среднегодовым уровнем осадков от 270 до 450 мм. Зима холодная со средней температурой −10 °C, но обычный для западной части региона у Скалистых гор ветер шинук периодически повышает температуру воздуха. Лето может быть тёплым или жарким со средней температурой 16 °C.